# Caterpillar Burnie International 2023 - Doppio femminile
Ellen Perez e Storm Hunter erano le detentrici del titolo ma hanno deciso di non partecipare al torneo.
In finale Mai Hontama e Eri Hozumi hanno sconfitto Arina Rodionova e Ena Shibahara con il punteggio di 4–6, 6–3, [10–6].

## Teste di serie
1. Arina Rodionova /  Ena Shibahara (finale)
2. Mai Hontama /  Eri Hozumi (campionesse)

1. Alexandra Bozovic /  Lizette Cabrera (semifinale)
2. Hiroko Kuwata /  YeXin Ma (primo turno)

## Alternate
1. Nikola Daubnerova /  Renata Jamrichova (primo turno)

## Tabellone

### Legenda
| - Q = Qualificato - WC = Wild card - LL = Lucky loser | - ALT = Alternate - SE = Special Exempt - PR = Protected Ranking | - w/o = Walkover - r = Ritirato - d = Squalificato |

|  | Primo turno | Primo turno               | Primo turno               | Primo turno | Primo turno |  |  | Quarti di finale | Quarti di finale         | Quarti di finale         | Quarti di finale    | Quarti di finale    |   |   | Semifinali | Semifinali                    | Semifinali              | Semifinali             | Semifinali |   |      | Finale | Finale | Finale | Finale | Finale |  |
|  |             |                           |                           |             |             |  |  |                  |                          |                          |                     |                     |   |   |            |                               |                         |                        |            |   |      |        |        |        |        |        |  |
|  | 1           | A Rodionova E Shibahara   | A Rodionova E Shibahara   | 6           | 6           |  |  |                  |                          |                          |                     |                     |   |   |            |                               |                         |                        |            |   |      |        |        |        |        |        |  |
|  | Alt         | N Daubnerova R Jamrichova | N Daubnerova R Jamrichova | 3           | 4           |  |  | 1                | A Rodionova E Shibahara  | A Rodionova E Shibahara  | 6                   | 6                   |   |   |            |                               |                         |                        |            |   |      |        |        |        |        |        |  |
|  |             | J Fourlis P Hon           | J Fourlis P Hon           | 2           | 63          |  |  |                  | D Aiava N Bains          | D Aiava N Bains          | 2                   | 3                   |   |   |            |                               |                         |                        |            |   |      |        |        |        |        |        |  |
|  |             | D Aiava N Bains           | D Aiava N Bains           | 6           | 7           |  |  |                  |                          |                          |                     |                     |   |   | 1          | A Rodionova E Shibahara       | A Rodionova E Shibahara | 7                      | 7          |   |      |        |        |        |        |        |  |
|  | 3           | A Bozovic L Cabrera       | 2                         | 6           | [10]        |  |  |                  |                          | 3                        | A Bozovic L Cabrera | A Bozovic L Cabrera | 5 | 5 |            |                               |                         |                        |            |   |      |        |        |        |        |        |  |
|  |             | L Fairclough O Gadecki    | 6                         | 3           | [3]         |  |  | 3                | A Bozovic L Cabrera      | A Bozovic L Cabrera      | 6                   | 6                   |   |   |            |                               |                         |                        |            |   |      |        |        |        |        |        |  |
|  |             | H Sakatsume R Sawayanagi  | 4                         | 7           | [10]        |  |  |                  | H Sakatsume R Sawayanagi | H Sakatsume R Sawayanagi | 3                   | 3                   |   |   |            |                               |                         |                        |            |   |      |        |        |        |        |        |  |
|  |             | T Bajagic E Micic         | 6                         | 65          | [3]         |  |  |                  |                          |                          |                     |                     |   |   | 1          | Arina Rodionova Ena Shibahara | 6                       | 3                      | [6]        |   |      |        |        |        |        |        |  |
|  |             | R Bains A Smith           | R Bains A Smith           | 2           | 0           |  |  |                  |                          |                          |                     |                     |   |   |            |                               | 2                       | Mai Hontama Eri Hozumi | 4          | 6 | [10] |        |        |        |        |        |  |
|  |             | T Gibson P Hule           | T Gibson P Hule           | 6           | 6           |  |  |                  | T Gibson P Hule          | T Gibson P Hule          | 6                   | 6                   |   |   |            |                               |                         |                        |            |   |      |        |        |        |        |        |  |
|  |             | M Matsuda E Shimizu       | M Matsuda E Shimizu       | 6           | 6           |  |  |                  | M Matsuda E Shimizu      | M Matsuda E Shimizu      | 2                   | 1                   |   |   |            |                               |                         |                        |            |   |      |        |        |        |        |        |  |
|  | 4           | H Kuwata Y Ma             | H Kuwata Y Ma             | 3           | 4           |  |  |                  |                          |                          |                     |                     |   |   |            | T Gibson P Hule               | T Gibson P Hule         | 4                      | 4          |   |      |        |        |        |        |        |  |
|  |             | E Hayashi E Sema          | E Hayashi E Sema          | 6           | 6           |  |  |                  |                          | 2                        | M Hontama E Hozumi  | M Hontama E Hozumi  | 6 | 6 |            |                               |                         |                        |            |   |      |        |        |        |        |        |  |
|  |             | Y Bartashevich E Seidel   | Y Bartashevich E Seidel   | 4           | 4           |  |  |                  | E Hayashi E Sema         | E Hayashi E Sema         | 0                   | 4                   |   |   |            |                               |                         |                        |            |   |      |        |        |        |        |        |  |
|  |             | P Hourigan A Osborne      | 62                        | 6           | [7]         |  |  | 2                | M Hontama E Hozumi       | M Hontama E Hozumi       | 6                   | 6                   |   |   |            |                               |                         |                        |            |   |      |        |        |        |        |        |  |
|  | 2           | M Hontama E Hozumi        | 7                         | 3           | [10]        |  |  |                  |                          |                          |                     |                     |   |   |            |                               |                         |                        |            |   |      |        |        |        |        |        |  |